# Cosby (televisieserie)
Cosby is een Amerikaanse komedieserie die op de Amerikaanse televisie werd uitgezonden van 1996 tot 2000.
De serie draait om Hilton Lucas (Bill Cosby), die tegen zijn zin met pensioen is gestuurd, en zijn vrouw, Ruth (Phylicia Rashad).

## Rolverdeling
| Acteur                 | Personage               |
| ---------------------- | ----------------------- |
| Bill Cosby             | Hilton Lucas            |
| Doug E. Doug           | Griffin Vesey           |
| T'Keyah Crystal Keymáh | Erica Lucas             |
| Phylicia Rashad        | Ruth Lucas              |
| Madeline Kahn          | Pauline Fox (1996-1999) |